# 唐世济
唐世济（1570年—1649年），字美承，号存忆。浙江乌程县乌镇（今属桐乡市）人。明末政治人物。

## 生平
万历十九年（1591年）辛卯科浙江鄉試舉人，二十六年（1598年）戊戌科进士，刑部觀政，授福建宁化知县。三十三年行取南京禮部主事，三十六年八月考選为江西道监察御史，本年给假，三十八年丁憂。服除，四十二年起補原职，巡按淮扬，四十四年巡漕，四十六年巡视京營，升掌河南道，上言九事。
熹宗即位，升大理寺左寺丞，天啓元年（1621年）升都察院右佥都御史、巡抚南赣汀韶。钱夫人的《满庭芳·寄夫美承掌宪并次来韵》是为丈夫唐世济升官而写的庆贺词。三年二月被劾，引疾乞休。五年三月起升南京刑部右侍郎，六月改兵部右侍郎，尋为御史田景新參劾去職。
崇禎初，起复兵部左侍郎，管右侍郎事，二年养病。後依附温体仁，崇祯五年起复南京右都御史。七年八月进左都御史。崇禎九年（1636年），边疆有警，唐世济推荐霍维华治理边境，大臣们群起而攻之。十一月，唐世济入狱。长子唐元竑入京，上疏请求以身代，最后部議充軍戍邊。十七年甲申起左都御史，以国事日非，决计归乡，年八十卒。崇祯十七年重修乌镇双塔。

## 著作
有《琼爢集词选》。

## 家族
曾祖唐經。祖父唐玠，舉人。父唐守和，廪生。母慎氏，慈侍下。子唐元隆、唐元弼。
從弟唐世涵。長子唐元竑。孫唐彦暉，字阆思，顺治进士。